# Górniczy Klub Sportowy GieKSa Katowice 2021-2022
Questa voce raccoglie le informazioni riguardanti il Górniczy Klub Sportowy GieKSa Katowice nelle competizioni ufficiali della stagione 2021-2022.

## Organigramma societario
Area direttiva
- Presidente: Krzysztof Nowak
- Team manager: Jakub Bochenek
- Segreteria: Michał Kajzerek

Area tecnica
- Allenatore: Grzegorz Słaby
- Allenatore in seconda: Damian Musiak

Area comunicazione
- Media: Michał Kaczmarczyk

Area sanitaria
- Preparatore atletico: Piotr Karlik

## Rosa
| N° | Nome              | Ruolo | Data di nascita  | Nazionalità sportiva |
| -- | ----------------- | ----- | ---------------- | -------------------- |
| 1  | Kamil Drzazga     | C     | 26 ottobre 2000  | Polonia              |
| 2  | Jakub Szymański   | S     | 23 maggio 1998   | Polonia              |
| 4  | Bartosz Mariański | L     | 26 maggio 1992   | Polonia              |
| 7  | Jakub Jarosz      | O     | 10 febbraio 1987 | Polonia              |
| 8  | Jakub Lewandowski | C     | 17 luglio 1996   | Polonia              |
| 9  | Marcin Kania      | C     | 14 febbraio 1996 | Polonia              |
| 10 | Damian Kogut      | S     | 3 gennaio 1997   | Polonia              |
| 11 | Jakub Nowosielski | P     | 11 febbraio 1993 | Polonia              |
| 13 | Micah Maʻa        | P     | 16 aprile 1997   | Stati Uniti          |
| 14 | Tomas Rousseaux   | S     | 31 marzo 1994    | Belgio               |
| 16 | Piotr Hain        | C     | 26 febbraio 1991 | Polonia              |
| 18 | Damian Domagała   | O     | 23 aprile 1998   | Polonia              |
| 19 | Gonzalo Quiroga   | S     | 25 febbraio 1993 | Argentina            |
| 23 | Dawid Ogórek      | L     | 30 luglio 1990   | Polonia              |